# Three Sixty Vodka

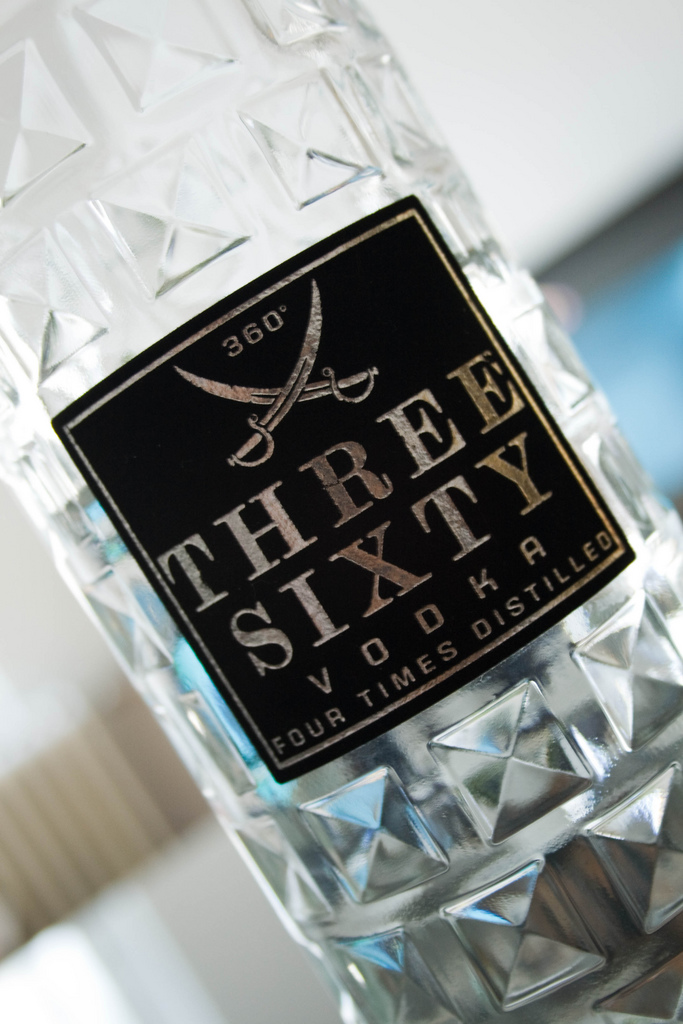
Label von Three Sixty Vodka (0,7-Liter-Flasche)

Three Sixty Vodka ist eine Wodkamarke aus Weizen der Firma Westenhorst (Oelde). Die Produkte der Marke werden von der zum Westenhorst-Konzern gehörenden Schwarze und Schlichte GmbH vertrieben.
Three Sixty Vodka ist in Deutschland, Österreich, der Schweiz, Großbritannien und den Niederlanden erhältlich.

## Geschichte
Die Marke (inklusive der Wort-Bild-Marke „360° Diamond Filtration“ zur Bezeichnung des bei der Herstellung eingesetzten Filtrationsverfahrens) wurde 2004 durch das Paderborner Unternehmen MBG International Premium Brands (heute Teil der MBG Group) geschaffen und zunächst in der Gastronomie in Deutschland eingeführt.
Für den Vertrieb von Three Sixty Vodka im deutschen Einzelhandel sowie in Cash&Carry-Märkten ging MBG 2008 eine Kooperation mit der Traditionsbrennerei Schwarze und Schlichte ein. 2011 kaufte Schwarze und Schlichte die Markenrechte von MBG. Die Rechte für den Vertrieb in der Gastronomie sowie für Lizenzproduktion und Vertrieb des im gleichen Jahr eingeführten Dosensortiments von Wodka-Mischgetränken der Marke im Lebensmitteleinzelhandel verblieben bis 2019 bei MBG.
Von 2011 bis 2019 verzehnfachten sich Absatz und Umsatz der Marke. 2013 wurde Three Sixty Vodka erstmals im deutschen Fernsehen beworben. Die TV-Kampagne „One two … three sixty! Diamond filtrated Vodka“ wurde von der Hamburger Agentur Rapp Germany (heute: Track) entwickelt und 2015 mit dem goldenen GWA Effie Award in der Kategorie „David vs. Goliath“ ausgezeichnet. 2016 war die Wodkamarke – bezogen auf Umsatz und Absatzmenge – die Nummer drei im deutschen Premium-Wodka-Markt hinter Absolut Vodka und Smirnoff; 2017 und 2018 belegte sie in dieser Statistik vor Smirnoff jeweils Platz zwei. 2018 wurden lt. Nielsen Vodka-Report im deutschen Lebensmitteleinzelhandel und in Drogeriemärkten knapp 2,8 Millionen 0,7-Liter-Flaschen Three Sixty Vodka abgesetzt.
Partnerschaften mit lokalen Distributoren existieren seit 2017 für Großbritannien (mit Proof Drinks Ltd.) und seit 2019 für die Niederlande (mit De Kuyper Royal Distillers).

## Herstellung
Es werden folgende Sorten hergestellt:
- Three Sixty Vodka (37,5 Vol.-% Alkohol)
- Three Sixty Vodka Black 42 (42 Vol.-% Alkohol)
- Three Sixty Vodka 100 Proof (50 Vol.-% Alkohol)
- Three Sixty Vodka Energy, Lemon, Mate, Maracuja und Ginger (vorgemixte Longdrinks in der Dose mit 10 Vol.-% Alkohol)
- Three Sixty Espresso Martini Cocktail, Three Sixty Pornstar Martini Cocktail (in der Dose mit 10 Vol.-% Alkohol)

## Weblink
- Three Sixty Vodka Produkt-Webseite